# Сидорцов, Владимир Никифорович
Влади́мир Ники́форович Сидорцо́в (9 ноября 1935 — 24 мая 2025) — белорусский историк, профессор исторического факультета БГУ.

## Биография
Родился 9 ноября 1935 года в д. Климовка (ныне — Гомельского района Гомельской области). В 1958 году окончил исторический факультет Белорусского государственного университета по специальности «История». Обучался в аспирантуре Ленинградского государственного университета (1962—1966). Большое влияние на формирование исторического мировоззрения оказали Н. А. Корнатовский и Л. М. Шнеерсон. В 1968 г. защитил кандидатскую диссертацию «Государственная деятельность рабочих Ленинграда в 1921—1925 гг.». В 1988 году защитил докторскую диссертацию «Рабочий класс Белорусской ССР в управлении государством (1921 — июнь 1941)». Профессор (1991). В 1992 году стал основателем и первым заведующим кафедры источниковедения исторического факультета БГУ. Автор около 200 научных работ, посвящённых методологическим проблемам исторических исследований. Подготовил двух докторов и 11 кандидатов наук.
Умер в мае 2025 года в возрасте 89 лет.

## Научные интересы
Методология истории, история Беларуси, историческая информатика, психоистория.

## Награды
Удостоен почетного звания «Заслуженный работник образования Республики Беларусь» (2001), награждён Гранд-премией специального Фонда Президента Республики Беларусь по социальной поддержке талантливых учащихся и студентов.

## Основные труды
- Классы и партии в период Великой Октябрьской социалистической революции. Минск: Изд. БГУ, 1971. 39 с.
- Государственная деятельность рабочего класса БССР (1921—1937). Минск: Изд. БГУ, 1978. 128 с.
- Практикум по истории советского общества (1917—1971). Минск: Изд-во БГУ, 1973. 350 с.
- Методология исторического исследования (механизм творчества историка). Мн: БГУ, 2000. 233 с.
- Теоретико-методологические проблемы исторического познания. Материалы к международной научной конференции. В 2-х т. (руководитель коллектива, соредактор, статьи "Исследование и обучение истории: методология, методы…; «Разработка и внедрение интернет-технологии построения электронных учебников по историческим дисциплинам / в соавторстве»). Минск: РИВШ БГУ, 2000. 244 с.
- Междисциплинарность в исторических исследованиях / Выбраныя навуковыя працы Беларускага дзяржаўнага універсітэта. Т. 2. Минск: БДУ, 2001. С.19-27.
- Сацыяльная гісторыя // Энцыклапедыя гісторыі Беларусі. Т. 6, кн. 1. Минск, 2001.
- Zur Frage nach dem Stand der belarussischen Historiografie. Probleme. Theorien. Genres // Internationale Schulbuchforschung. Vol 23 (2001, № 1). S. 43-54.
- Постижение истории: онтологический и гносеологический подходы. Допущено Министерством образования Республики Беларусь в качестве учебного пособия для системы повышения квалификации работников образования. / Под ред. В. Н. Сидорцова и др. (в соавторстве). Минск: БГУ, 2002. 291 с.
- Методология истории: количественные методы и информационные технологии. Рекомендовано Центром учебной книги и средств обучения Национального института образования в качестве учебно-методического пособия для студентов высших учебных заведений исторических специальностей Минск: БГУ, 2003. 143 с.
- XXI век: Актуальные проблемы исторической науки. Материалы международной научной конференции, посвященной 70-летию исторического факультета БГУ. (редактор, автор публикаций «Проблема перевода исторического научного знания в учебное», «Беларусь у рэвалюцыi 1917 года: сінэргетычны поглядi» — у сааўтарстве). Минск: БГУ, 2004. 343 с.
- Народ во Второй мировой и Великой Отечественной войне: синергетический взгляд на историю (в соавторстве, Латышева В. А.). Санкт-Петербург: Образование- Культура, 2005. 144 с.
- Всемирная история новейшего времени. 1918—1945 гг. Учеб. пособие для 9-го кл. (в соавторстве). Минск: Изд. центр БГУ, 2005. 191 с.
- Гсторыя Беларусi. 1917—1945 гг. Вучэб. дапам. для 9-га кл. (ў сааўтарстве, Паноў С. В.) Мінск: Выд. цэнр БДУ. 2005. 216 с.
- Методологические проблемы истории. Допущено Министерством образования Республики Беларусь в качестве учебного пособия для студентов исторических и философских специальностей / Под общей редакцией В. Н. Сидорцова (соавтор). Минск: НТООО «ТетраСистемс», 2006. 352 с.
- Крыніцазнаўства i спецыяльныя гістарычныя дысцыпліны: навук. зб. Вып. 3. Мінск: БДУ, 2007. (составитель, редактор, автор статьи «Социокультурные измерения истории: проекты XX в.»). 245 с.
- Сидорцов В. Н. К вопросу о роли личности в истории: взгляды Г. В. Плеханова и представителей синергетики; Проблема взаимодействия цивилизаций и национальных культур…. Российские и славянские исследования. Вып. III. Минск: БГУ, 2008. С. 164—167, 363—365. Методология истории. Курс лекций. Минск: Изд. БГУ, 2010. 207 с.
- Беларусь в XX веке: нетрадиционное представление истории (в соавторстве, В. Н. Сидорцов, И. А. Кандыба, М. М. Равченко). Москва: МАКС Пресс, 2010. 270 с.
- Гiстарычна‑археалагiчны зборнiк. — Вып. 25: Да юбiлею з дня заснавання Iнстытута гiсторыi НАН Беларусi / Рэд. калегія: А. А. Каваленя (гал. рэд.) [і інш.]. — Мінск: Беларуская навука, 2010. — 287 с.
- Научный дискурс историка: социальная обусловленность и методология исследования / В. Н. Сидорцов, А. А. Приборович. Минск : Изд. центр БГУ, 2013. 192 с.
- Сакраментальность и особенности современного познания истории. Гісторыя і грамадазнаўства. — 2015 № 11. С. 3-8.
- Сидорцов В. Н. Детерминированный хаос как теория действия в современных условиях. Журнал исторического факультета БГУ, Минск, 2017 г., № 5
- Сидорцов В. Н. Качества личности профессионала социально‑гуманитарных дисциплин / Национальная философия в глобальном мире тезисы первого белорусского философского конгресса. Минск: изд‑во Беларуская навука, 2017 г.
- Белорусская историография в свете современной методологии/ В. Н. Сидорцов // Метадалогія даследавання гісторыі Беларусі: праблемы, дасягренні, перспектывы. — Мінск, 2018. — с. 148—156.
- Сидорцов, В. Н. Пробуждение историка профессионала (из дневниковых записей автора). — Москва, ЛитРес: Самиздат. 2020 — Способ доступа: https://www.litres.ru/vladimir-nikiforovic/probuzhdenie-istorika-professionala-iz-dnevnikovyh-za/